# Tomedontus
Tomedontus is een geslacht van haften (Ephemeroptera) uit de familie Baetidae.

## Soorten
Het geslacht Tomedontus omvat de volgende soorten:
- Tomedontus primus